# Andreaea squarrosofiliformis
Andreaea squarrosofiliformis är en bladmossart som beskrevs av C. Müller 1898. Andreaea squarrosofiliformis ingår i släktet sotmossor, och familjen Andreaeaceae. Inga underarter finns listade i Catalogue of Life.